# Sven Barth
Sven Barth (ur. 30 grudnia 1980 w Weinheim) – niemiecki kierowca wyścigowy.

## Kariera
Barth rozpoczął karierę w wyścigach samochodowych w 2000 roku, od startów w Formule König, w której z dorobkiem 63 punktów uplasował się na ósmym. W późniejszych latach startował w Niemieckiej Formule Volkswagen (tytuł mistrzowski w 2002 roku), Niemiecka Formule 3, Europejskim Pucharze Formuły Renault V6, Formule Renault 3.5, V de V Challenge Endurance Moderne, European Sports Car Challenge oraz w ADAC GT Masters. W 2005 roku Włoch wystartował w sezonie Formuły Renault 3.5 z austriacką ekipą Interwetten.com, jednak nie zdołał zdobyć punktów.

## Statystyki
| Sezon | Seria                                      | Zespół               | Wyścigi | Zwycięstwa | PP | NO | Podium | Punkty | Pozycja |
| ----- | ------------------------------------------ | -------------------- | ------- | ---------- | -- | -- | ------ | ------ | ------- |
| 2000  | Formuła König                              | MPP Schwadtke Racing | 8       | 0          | 0  | 0  | 0      | 63     | 8       |
| 2001  | Niemiecka Formuła Volkswagen               | Böhm Motorsport      | 9       | 3          | 1  |    | 5      | 148    | 2       |
| 2002  | Niemiecka Formuła Volkswagen               |                      | 14      | 6          | 1  |    | 9      | 288    | 1       |
| 2003  | Niemiecka Formuła 3                        | Franz Wöss Racing    | 16      | 1          | 0  | 0  | 10     | 191    | 2       |
| 2004  | Europejski Puchar Formuły Renault V6       | Interwetten          | 11      | 1          | 0  | 1  | 1      | 122    | 10      |
| 2005  | Formuła Renault 3.5                        | Interwetten.com      | 1       | 0          | 0  | 0  | 0      | 0      | 37      |
| 2005  | Recaro Formel 3 Cup                        | Franz Wöss Racing    | 2       | 0          | 0  | 0  | 0      | 0      | NS      |
| 2009  | V de V Challenge Endurance Moderne - Proto | Digi Motorsport      | 1       | 0          | 0  | 0  | 0      | 0      | NS      |
| 2011  | European Sports Car Challenge - Division 1 | PRC WPR60            | 14      | 12         |    |    | 12     | 226    | 1       |
| 2013  | ADAC GT Masters                            | RWT RacingTeam       | 5       | 0          | 0  | 0  | 0      | 0      | NS      |

## Wyniki w Formule Renault 3.5
| Legenda oznaczeń w tabelach wyników Wyświetl szablon na nowej stronie | Legenda oznaczeń w tabelach wyników Wyświetl szablon na nowej stronie                                                                     |
| Oznaczenie                                                            | Wyjaśnienie |
| --------------------------------------------------------------------- | --- |
| Złoty                                                                 | Zwycięzca lub mistrzostwo |
| Srebrny                                                               | 2. miejsce lub wicemistrzostwo |
| Brązowy                                                               | 3. miejsce lub II wicemistrzostwo |
| Zielony                                                               | Ukończył, punktował (w klasyfikacji generalnej, gdy zdobył co najmniej jeden punkt na przestrzeni sezonu, poza trzema powyższymi opcjami) |
| Niebieski                                                             | Ukończył, nie punktował (w klasyfikacji generalnej, gdy nie zdobył co najmniej jednego punktu na przestrzeni sezonu)                      |
| Czerwony                                                              | Nie zakwalifikował się (NZ) |
| Czerwony                                                              | Nie prekwalifikował się (NPK) |
| Różowy                                                                | Nie ukończył (NU) |
| Różowy                                                                | Niesklasyfikowany (NS) (w klasyfikacji generalnej, gdy nie został sklasyfikowany w żadnym wyścigu sezonu)                                 |
| Czarny                                                                | Zdyskwalifikowany (DK) |
| Czarny                                                                | Wykluczony (WYK/EX) |
| Biały                                                                 | Nie wystartował (NW) |
| Biały                                                                 | Kontuzjowany (K/INJ) |
| Biały                                                                 | Wyścig odwołany (OD/C) |
| Bez koloru                                                            | Został wycofany (WYC/WD) |
| Bez koloru                                                            | Nie przybył (NP/DNA) |
| Bez koloru                                                            | Nie brał udziału w treningach (NT/DNP) |
| Bez koloru                                                            | Nie został zgłoszony (–) |
| Pogrubienie                                                           | Start z pole position |
| Kursywa                                                               | Najszybsze okrążenie wyścigu |
| †                                                                     | Nie ukończył, ale jego rezultat został zaliczony ze względu na przejechanie więcej niż 90% dystansu wyścigu.                              |
| *                                                                     | Sezon w trakcie |
| 1/2/3                                                                 | Punktowana pozycja w sprincie kwalifikacyjnym                                                                                             |
| Lista systemów punktacji Formuły 1                                    | |

| Rok  | Zespół          | Wyniki w poszczególnych eliminacjach | Wyniki w poszczególnych eliminacjach | Wyniki w poszczególnych eliminacjach | Wyniki w poszczególnych eliminacjach | Wyniki w poszczególnych eliminacjach | Wyniki w poszczególnych eliminacjach | Wyniki w poszczególnych eliminacjach | Wyniki w poszczególnych eliminacjach | Wyniki w poszczególnych eliminacjach | Wyniki w poszczególnych eliminacjach | Wyniki w poszczególnych eliminacjach | Wyniki w poszczególnych eliminacjach | Wyniki w poszczególnych eliminacjach | Wyniki w poszczególnych eliminacjach | Wyniki w poszczególnych eliminacjach | Wyniki w poszczególnych eliminacjach | Wyniki w poszczególnych eliminacjach | Punkty | Pozycja |
| ---- | --------------- | ------------------------------------ | ------------------------------------ | ------------------------------------ | ------------------------------------ | ------------------------------------ | ------------------------------------ | ------------------------------------ | ------------------------------------ | ------------------------------------ | ------------------------------------ | ------------------------------------ | ------------------------------------ | ------------------------------------ | ------------------------------------ | ------------------------------------ | ------------------------------------ | ------------------------------------ | ------ | ------- |
| 2005 | Interwetten.com | BEL                                  | BEL                                  | MON                                  | VAL                                  | VAL                                  | FRA                                  | FRA                                  | BIL                                  | BIL                                  | DEU                                  | DEU                                  | GBR                                  | GBR                                  | PRT                                  | PRT                                  | ITA                                  | ITA                                  | 0      | 37      |
| 2005 | Interwetten.com | -                                    | -                                    | 16                                   | -                                    | -                                    | -                                    | -                                    | -                                    | -                                    | -                                    | -                                    | -                                    | -                                    | -                                    | -                                    | -                                    | -                                    | 0      | 37      |